# Rezolwenta
Rezolwenta to wynik przeprowadzenia wnioskowania metodą rezolucji na pewnych przesłankach.

## Przykład
Przesłanki: 
- zdanie p: Sokrates jest filozofem (prawda)
- zdanie ~pvq: 'Sokrates nie jest filozofem (fałsz) lub Sokrates jest człowiekiem (prawda)

Jeżeli zdanie p jest prawdziwe (co stwierdza pierwsza przesłanka) i jeżeli jedna z części składowych prawdziwej alternatywy jest fałszywa (~p) to druga część składowa tej alternatywy musi być prawdziwa, ergo:
Rezolwenta: Sokrates jest człowiekiem.
q.e.d.